# Cher Lloyd
Cher Lloyd (* 28. července 1993, Malvern, Worcestershire, Velká Británie) je britská zpěvačka a raperka. Stala se známou účastí v talentové soutěži X Factor, kde skončila na čtvrtém místě. Krátce poté podepsala smlouvu se Simonem Cowellem a jeho společností Syco Music. Její debutový singl, „Swagger Jagger“ obdržel smíšené reakce od posluchačů a kritiků, ale i přesto se dostal na vrchol britské hitparády a na druhé místo v irské hitparádě. Její druhý singl „With Ur Love“ vyšel 31. října, obsadil 4. místo v britské hitparádě a 5. místo v hitparádě irské. Následně vyšlo 7. listopadu 2011 její debutové album Sticks + Stones, které se v britské hitparádě umístilo na 4. místě. Její tři videoklipy na kanálu YouTube mají už více než 53 milionů zhlédnutí. Její třetí debutový singl „Want You Back“ vyšel 22. května 2012 v USA.

## Začátky a rodina
Její rodina bydlí v Malvernu. Je dcerou Darrena a Diany a má tři mladší sourozence Joshe, Sophie a Rosie. V Malvernu studovala umění. Její pobyt na škole nebyl ale zrovna příjemný, kamarádi ji odsuzovali a proto se tam Cher necítila úplně nejlépe. Vystřídala 1 základní a 2 střední školy. Navštěvovala Dyson Perrins Hight School, kde studovala umění a poté navštěvovala divadelní uměleckou školu Stagecoach. Už jako malá sledovala X Factor s rodinou a snila o tom, že se tam jednou sama objeví.

## Kariéra

### 2010–2011: The X Factor
Roku 2010 se zúčastnila sedmé série The X Factoru. Cher se dostala do soutěže až na druhý pokus. Zkoušela se tam dostat už o dva roky dříve, ale věková hranice 16 let jí to nedovolila. Hned při prvním výstupu ohromila porotu svojí verzí písničky „Turn My Swag On“. V bootcampu doslova zazářila s písničkou „Viva La Vida“ od skupiny Coldplay, její verze byla originální a slova si k ní napsala sama. V Domě porotců zazpívala píseň „Cooler Than Me“, zastihlo ji ale onemocnění a také ztráta hlasu, i přesto se však pokusila zpívat. Hodnotila ji nejen její budoucí mentorka, ale i její poradce will.i.am. I přesto, že Cher nebyla schopna písničku zazpívat, Cheryl si ji vybrala do svého týmu, kde byly spolu s Cher další 3 dívky. I přes velké očekávání a nesnesitelný nátlak na sobě Cher nenechala znát trému, a do prvního přímého přenosu nastoupila s písničkou „Just Be Good To Me“, která jí vynesla největší počet bodů v daném kole. Téměř každé vystoupení bylo tvořené ze dvou písní, která si Cher sama spojila dohromady, a vyšel z toho úplně nový styl. Každým vystoupením se zlepšovala. Dvakrát se ale ocitla v poslední dvojici a musela zpívat o postup v soutěži, pokaždé ji porotci poslali dál. Ve finále zazpívala mash-up songů „The Clapping Song“ a „Get Ur Freak On“, a poté vystoupila s will.i.amem a zpívali mash-up jeho písní „Where Is The Love?“ a „I Gotta Feeling“. Lloyd byla poté vyřazena, protože získala nejméně diváckých hlasů, a skončila na čtvrtém místě.
Po finálovém kole bylo oznámeno, že Cher podepsala smlouvu se Syco Music. Ona a dalších devět soutěžích se zúčastnili X Factor turné od února 2011 do dubna 2011. Na turné Lloyd vystupovala pro 500 000 lidí po celé Velké Británii.
Společně s finalisty 7. série nazpívala píseň ''Heroes'' od Davida Bowie kvůli charitativním účelům.

#### Vystoupení v X Factoru
| Období                         | Píseň                                                                 | Téma                   | Výsledek                              |
| ------------------------------ | --------------------------------------------------------------------- | ---------------------- | ------------------------------------- |
| Casting                        | „Turn My Swag On“ (verze Keri Hilson)                                 | Svá volba (žádné téma) | Postoupila do bootcampu               |
| Bootcamp                       | „Viva La Vida“                                                        | Svá volba (žádné téma) | Postoupila do Domu porotců            |
| Dům porotců                    | „Cooler Than Me“                                                      | Svá volba (žádné téma) | Postoupila do live show               |
| Týden 1                        | „Just Be Good to Me“                                                  | Singly č. 1            | Postoupila                            |
| Týden 2                        | „It's the Hard Knock Life“ / „Hard Knock Life (Ghetto Anthem)“        | Hrdinové               | Postoupila                            |
| Týden 3                        | „No Diggity"/"Shout“                                                  | Guilty pleasure        | Postoupila                            |
| Týden 4                        | „Stay“                                                                | Halloween              | Postoupila                            |
| Týden 5                        | „Empire State of Mind (Part II) Broken Down“ / „Empire State of Mind“ | Americké hymny         | Postoupila                            |
| Týden 6                        | „Sorry Seems to Be the Hardest Word"/"Mockingbird“                    | Elton John             | Postoupila                            |
| Týden 7                        | „Imagine“                                                             | John Lennon            | Souboj dvou                           |
| Finálový rozstřel (7. týden)   | „Stay“                                                                | Svá volba (žádné téma) | Zachráněna porotci                    |
| Týden 8                        | „Girlfriend“                                                          | Rock                   | Postoupila                            |
| Týden 8                        | „Walk This Way“                                                       | Rock                   | Postoupila                            |
| Semi-finále                    | „Nothin' on You“                                                      | Klubové klasiky        | Souboj dvou                           |
| Semi-finále                    | „Love the Way You Lie (Part II)“ / „Love the Way You Lie“             | „Dostat se do finále“  | Souboj dvou                           |
| Finálový rozstřel (Semi-final) | „Everytime“                                                           | Svá volba (žádné téma) | Porotci poslána do finále             |
| Finále                         | „The Clapping Song“ / „Get Ur Freak On“                               | Svá volba (žádné téma) | Čtvrté místo Vyřazena diváckými hlasy |
| Finále                         | „Where Is the Love?“ / „I Gotta Feeling“ (duet s will.i.amem)         | Duety s celebritami    | Čtvrté místo Vyřazena diváckými hlasy |

### 2011–2012:Stick and Stones
Ihned po finále X Factoru podepsala smlouvu s vydavatelstvím Syco Music, kterou vede jeden z porotců Simon Cowell. Album „Sticks and Stones“ vyšlo 4. listopadu 2011 a debutovala na čtvrtém místě britské hitparády, hned za Susan Boyle, Florence and the Machine a Michaelem Bublé. Během prvního týdne se prodalo 55,668 kopií. Bylo nahráváno v USA, převážně v LA. Spolupracovala na něm s RedOne, objevil se zde i slavný americký rapper Busta Rhymes, Mike Posner a spousty dalších umělců. Hlavní singl „Swagger Jagger“ se dostal na vrchol hitparády a prodalo se ho 200 000 kopií po Spojeném království. V irském žebříčku se umístila na druhém místě. Druhý singl „With Ur Love“, na kterém spolupracovala s americkým zpěvákem Mikem Posnerem se umístil na čtvrtém místě a prodalo se ho za první týden 74 030 kopií. Třetí singl „Want U Back“ se umístil na 12. místě Billboard Hot 100 žebříčku. Na čtvrtém singlu „Oath“ spolupracovala s americkou raperkou Becky G a umístil se na 73. místě v žebříčku Billboard Hot 100.
V listopadu 2011 oznámila své první turné po Velké Británii: Stick and Stones Tour, které probíhalo od března do dubna roku 2012. V prosinci 2011 podepsala smlouvu s Logan Media Entertainment a nahrávací smlouvu s Epic Records ve Spojených státech.

### 2013 – současnost:Sorry I'm Late
Měsíc po vydání Stick and Stones potvrdila, že pracuje na druhém studiovém albu. V říjnu 2012 podpořila americkou skupinu Hot Chelle Rae při jejich tour po Austrálii. V listopadu 2013 potvrdila v rozhovoru s Larry Kingem, že opouští Syco Music poté, co se neshodla se Simonem Cowellem na své hudbě.
Druhé album Sorry I'm Late se umístilo na 12. místě amerického Billboard 200 žebříčku, na 58. místě v irském žebříčku a na 21. místě britského žebříčku. Na prvním singlu „I Wish“ spolupracovala s americkým raperem T.I. a umístil se na 17. místě v americkém žebříčku Billboard Bubbling Under Hot 100 Singles, na 40. místě australského žebříčku a 16. místě novozélandského žebříčku. Její druhý singl „Sirens“ se umístil na 48. místě Billboard Pop Digital Songs a na 41. místě britského žebříčku.
Také oznámila nové turné I Wish Tour, které se konalo v listopadu 2013 a na turné se podílela americká dívčí skupina Fifth Harmony. V lednu 2013 oznámila, že se objeví v televizní seriálu Big Time Rush.
V květnu 2014 se objevila na albu Demi Lovato, se kterou společně nahrála písničku „Really Don't Care“, která se dostala na vrchol US Dance žebříčku, 98. místě poté 26. místě žebříčku Billboard Hot 100.
V listopadu 2014 se ukázalo, že podepsala smlouvu s Universal Music Group a v současné době pracuje na svém třetím studiovém albu.

## Osobní život

### Vztahy
V lednu 2012 oznámila zásnuby se svým přítelem Craigem Monkem. Tajný obřad proběhl 18. listopadu 2013.

### Tetování
Lloyd má 21 různých druhů tetování, vyjadřujících různé emoce.
„Momentálně
mám hodně tetování. Občas doopravdy nemohu vystát lidi, kteří mi říkají:
,,Oh, bude to vypadat odporně, až ti bude 60!“ No a co? Potom to bude
kousek umění, na které se lidé mohou podívat a vidět všechny ty blánivé
věci, které jsem ve svém životě udělala. Vyjadřuje mě to. Tohle je
celkem depresivní (ukáže na tetování oka na svém vnitřním předloktí). Je
to brečící oko za všechny ty smutky a h*vna, která jsem již stihla
udělat do 18 let. A věřte mi, bylo to šílené – jako učit se o
zvláštních věcích života, když lidé nepominou. Musíte se přizpůsobit
věcem, kterými jste si nikdy před tím neprošli. A pak mít ten druh
života, kde si můžete dělat cokoliv co chce, protože jste pouze průměrný
Joe, pro to být tlačen před spoustou kamer. Ještě jsem se
nepřizpůsobila, nikdy se nepřizpůsobím. Nebo se nechci přizpůsobit.
[Smích] Jsem jako: 'Jo, no a co?" – Cher Lloyd o svém tetování

## Hudba

### Hudební styl a hlas
Její hudba je hlavně styl R&B, ovšem některé skladby jsou ve stylu hip hop, dubstep, elctronica, electropop, synthpop, bubblegum pop, pop, swag pop, pop a dance-pop. Lloyd zpívá v rozsahu soprán.

### Vlivy
Lloyd v rozhovoru řekla, že je fanoušek Dolly Parton. Také byla inspirována americkou raperkou Nicki Minaj. Podle Lloyd (Minaj) 'změnila pop music'. Lloyd prohlsáila, že: „Nikdo nedělal to, co dělá ona, a potom co přišla (Minaj) a udělala ten styl věcí, ze kterého lidé udělají jen 'Wow, změnila pop music,' a ano, to přesně udělala! Nikdo to nepopírá.“ Mezi její vzory patří také Jessie J.

## Filmografie
| Rok  | Název                                 | Role              | Poznámky         |
| ---- | ------------------------------------- | ----------------- | ---------------- |
| 2010 | X-Factor                              | Soutěžící         | UK verze         |
| 2011 | X-Factor                              | Host              | UK verze         |
| 2012 | Make Your Mark: Shake It Up Dance Off | Sama sebe/Porotce | Disney Chanel    |
| 2012 | X-Factor                              | Host              | US verze         |
| 2013 | Big Time Rush                         | Sama sebe         | Big Time Scandal |

## Diskografie
- Sticks + Stones (2011)
- Sorry I'm Late (2014)

## Tours

### Vlastní
- Stick and Stones Tour (2012)
- I Wish Tour (2013)

### Předskokan
- X Factor Tour (2011)
- Whatever World Tour (Hot Chelle Rade, 2012)
- Red Tour (Taylor Swift, 2013)
- Neon Lights Tour (Demi Lovato, 2014)